# Hartthijs de Vries
Hartthijs de Vries (Kollum, 11 juli 1996) is een Nederlands wielrenner.

## Carrière
In 2015 en 2016 reed De Vries voor Rabobank Development Team. Daar viel hij, vooral in zijn tweede jaar, op door goede uitslagen in de Topcompetitie, waaronder winst in de Omloop van Alkmaar. De Vries werd nipt tweede in het eindklassement van de Topcompetitie, achter Coen Vermeltfoort, en won het jongerenklassement. Daarnaast werd hij dat jaar derde in Olympia's Tour.
Omdat zijn ploeg na 2016 ophield te bestaan moest De Vries voor het seizoen 2017 op zoek naar een nieuw team en dat vond hij in SEG Racing Academy.
In september 2017 tekende hij een tweejarig profcontact bij Roompot-Nederlandse Loterij.
Nog voordat hij een wedstrijd als prof had gereden zag hij zich genoodzaakt om zijn contract in te leveren wegens hartritmestoornissen.
Al gauw bleek De Vries de draad weer op te kunnen pakken. Als clubrenner bij NWV Groningen stelde hij eindwinst van het jongerenklassement in de Topcompetitie veilig na een tweede plaats in de Tacx Tijdrit Emmen. Dit leverde hem automatisch een stagecontract op bij LottoNL-Jumbo, dat echter niet ten uitvoer werd gebracht.
Een week later werd hij Nederlands kampioen tijdrijden bij de beloften.
Eind 2022 maakte De Vries de overstap naar de nieuwe ploeg TDT-Unibet Cycling Team. In de voorbereiding voor het seizoen 2023 kreeg hij een zwaar trainingsongeval waarbij hij meerdere botbreuken opliep. Hierdoor maakte hij pas in mei zijn debuut voor zijn nieuwe ploeg. Uiteindelijk wist hij  later in het seizoen nog wel het klassement van van Kreiz Breizh Elites te winnen. 
In zijn eerste koers van 2024 wist De Vries zijn eerste profoverwinning te behalen door de 4e etappe van de Ronde van Antalya te winnen. 

## Palmares
2017
 Nederlands kampioenschap op de weg, Beloften
2018
 Nederlands kampioen tijdrijden, Beloften
2022
 Puntenklassement Alpes Isère Tour
2023
Eindklassement Kreiz Breizh Elites
2024
4e etappe Ronde van Antalya

### Resultaten in voornaamste wedstrijden
|      | \| Jaar \| Parijs-Roubaix \| Amstel Gold Race \| \| ---- \| -------------- \| ---------------- \| \| 2024 \| \| 88e \| \| 2025 \| 86e \| 61e \| |                  |
| Jaar | Parijs-Roubaix | Amstel Gold Race |
| 2024 | | 88e              |
| 2025 | 86e | 61e              |

## Ploegen
- 2015 –  Rabobank Development Team
- 2016 –  Rabobank Development Team
- 2017 –  SEG Racing Academy
- 2018 –  NWV Groningen
- 2019 –  Vlasman Cycling Team
- 2020 –  Vlasman Cycling Team
- 2021 –  Team Metec Solarwatt
- 2022 –  Team Metec Solarwatt
- 2023 –  TDT-Unibet
- 2024 –  TDT-Unibet
- 2025 –  Unibet Tietema Rockets

Bax ·
Bol ·
Budding ·
Cornelisse ·
Godrie ·
Havik ·
Hofstede ·
Honigh ·
Korevaar · 
Lenderink ·
Maas ·
Meijers ·
Nieuwenhuis ·
Oomen ·
Tolhoek ·
van Trijp ·
Tusveld ·
de Vries ·
Wouters
Bax · Bol · Bouwmans · Budding · Cornelisse · Godrie · Gunst · van der Heijden · Hofstede · Honigh · Korevaar · Lenderink · Maas · Meijers · Nieuwenhuis · Nieuwpoort · Olieslagers · Tusveld · de Vries · Wouters
Affini · van den Berg · Bol · Cullaigh · Eriksson · Evensen · Jakobsen · Janssen · de Jong · Kooistra · Lenderink · Maas · Peters · Schelling · de Vries · Williams · Meeus (stagiair)
Tietema · Bloem · Budding · de Vries · Inkelaar · Toussaint · Bomboi · Bouts · Loockx (vanaf 1/10) · Stockman · Vandevelde · Kopecký · Tanfield
Bloem · Bomboi · Bouts · Budding · Christophersen · de Vries · Geleijn · Huens · Huyet · Inkelaar · Johannink · Kopecký · Kyffin · Loockx · Maire · Nielsen · Paige · Pedersen · Stockman · Stokbro · Ťoupalík
Bloem · Bomboi · Budding · Carboni · Christophersen · de Vries · Eiking · Geleijn · Huens · Huyet · Inkelaar · Johannink · Kopecký · Kubiš · Kyffin · Loockx · Maire · Meris · Mouris · Nielsen · Paige · Stockman · Stokbro · Ťoupalík · Verschuren